# Оловалу (Хаваји)
Оловалу (енгл. Olowalu) насељено је место за статистичке потребе у америчкој савезној држави Хаваји. По попису становништва из 2010. у њему је живело 80 становника.

## Демографија
Према попису становништва из 2010. у граду је живело 80 становника.
| Група             | 2000.  | 2010.      |
| Белци             | . (.%) | 35 (43,8%) |
| Афроамериканци    | . (.%) | 0 (0,0%)   |
| Азијати           | . (.%) | 11 (13,8%) |
| Хиспаноамериканци | . (.%) | 1 (1,3%)   |
| Укупно            | .      | 80         |